# Enicoeme grisea
Enicoeme grisea är en skalbaggsart som beskrevs av Aurivillius 1915. Enicoeme grisea ingår i släktet Enicoeme och familjen långhorningar.
Artens utbredningsområde är Ghana. Inga underarter finns listade i Catalogue of Life.